# Station Sieniawa
Station Sieniawa is een spoorwegstation in de Poolse plaats Sieniawa.